# Arlette Almeida
Arlette Almeida (8 maart 1983) is een Nederlands ex-voetballer die onder meer speelde voor ADO Den Haag in de Eredivisie Vrouwen.

## Carrière
Almeida ging in 2007 bij de start van de Eredivisie Vrouwen bij ADO Den Haag voetballen. Na één seizoen deed ze echter een stapje terug en ging bij Ter Leede spelen. Met die club werd ze tweemaal kampioen van de hoofdklasse en haalde ze de finale van de beker. In de zomer van 2010 keerde ze terug bij ADO Den Haag, om weer in de Eredivisie te gaan spelen. In seizoen 2011/12 werd ze landskampioen met de club en won ze de beker.  Hierna zette ze een punt achter haar carrière. In 2014 maakte ze haar rentree bij de vrouwen van BVV Barendrecht, maar in 2016 werd bekend dat Almeida definitief zou stoppen.

## Erelijst
ADO Den Haag
- Landskampioen: 1

2011/12
- KNVB beker: 1

2011/12